# Рогозуб
Рогозуб, або баррамунда (Neoceratodus forsteri) — риба підкласу дводишних (Dipnoi), єдиний представник роду Neoceratodus та родини Рогозубові (Neoceratodontidae). Зустрічається лише в Квінсленді (Північно-східна Австралія), де населяє басейни річок Бернетт та Мері. Останнім часом був переселений також в деякі озера та водосховища Квінсленду, де й прижився.

## Зовнішній вигляд
Рогозуб — велика риба, що досягає довжини 175 см і ваги понад 10 кг. Його масивне тіло стисле з боків і покрите дуже великою лускою, м'ясисті парні плавці контурами трохи нагадують ласти пінгвінів. Плавальний міхур рогозуба перетворився на легеню, завдяки якій він може дихати атмосферним повітрям. Забарвлення однотонне від рудувато-коричневого, до блакитно-сірого, світліше на боках. Черево забарвлене від білувато-сріблястого до ясно-жовтого кольору.

## Спосіб життя
Мешкає в річках з повільною течією, обираючи ділянки, зарослі водною рослинністю. Крім дихання зябрами, кожні 40-50 хв піднімається до поверхні, щоб заковтнути атмосферне повітря. Риба виставляє кінчик своєї голови над поверхнею води і викидає повітря з легень, при цьому видає характерний стогнучо-хрокаючий звук. Видих і вдих здійснюються через ніздрі, при цьому щелепи риби щільно зімкнуті.
У період посухи, коли річки висихають і міліють, рогозуби перебувають у ямах зі збереженою водою.
Веде малорухливий спосіб життя. Більшу частину часу проводить лежачи черевом на дні або спираючись на парні плавці та хвіст. Живиться різними безхребетними.

## Розмноження
Нерест розтягнутий і триває з квітня по листопад. Піку нерест досягає у вересні-жовтні, з настанням періоду дощів. Ікру рогозуб відкладає переважно на водну рослинність, не проявляючи подальшої турботи про потомство. Ікринки великі, діаметром 6,5-7,0 мм, оповиті в драглисту оболонку, що надає їм схожість з жаб'ячою ікрою. Ця подібність також виявляється у великій кількості жовтка і в особливостях ембріонального розвитку.
Через 10-12 діб з ікри вилуплюються личинки. У них відсутні зовнішні зябра і цементний орган. Вони нерухомо лежать на боці на дні і час від часу пересуваються на інше місце поблизу. З переходом до активного живлення личинки переходять до проживання у тихих і мілких затоках. Спочатку живляться нитчастими водоростями, а пізніше і безхребетними. Грудні плавці з'являються на 14-й день після виходу з ікри, а черевні — через два з половиною місяці.

## Геном
У січні 2021 повідомлено про розшифрування геному рогозуба. Встановлено, що він є найбільшим серед усіх хребетних тварин — складається із 43 мільярдів пар основ, що приблизно в 14 разів більше, ніж у людському геномі.

## Використання
Рогозуба вживають в їжу. Його м'ясо червонуватого кольору дуже ціниться місцевими жителями — як аборигенами, так і поселенцями. Вид перебуває під охороною, вилов заборонено.